# Sakrament
Sakrament (łac. sacramentum, st.gr. μυστήριον [mystērion]) – w chrześcijaństwie obrzęd religijny rozumiany jako widzialny znak lub sposób przekazania łaski Bożej, ustanowiony, zgodnie z wiarą, przez Chrystusa. W tradycji wschodniej chrześcijaństwa sakramenty nazywa się „tajemnicami”.

## Historia rozumienia sakramentów i ich liczby
Obrzędy chrześcijańskie zwane sakramentami mają swą długą historię, sięgającą jeszcze historii Izraela.
Doktryna sakramentu, zwłaszcza w tradycji Zachodniego chrześcijaństwa formowała się dość długo. W epoce Ojców Kościoła termin sakrament posiadał bardzo szerokie znaczenie semantyczne. Początki procesu ograniczenia znaczenia tego terminu sięgają wieku XII, kiedy zawężono kryteria. Ostatecznie, proces ten doprowadził do sformułowania doktryny, zgodnie z którą wśród wielości znaków na miano sakramentu, według tych zawężonych kryteriów, zasługuje siedem obrzędów. Historia sakramentu we wschodnim chrześcijaństwie była znaczenie mniej burzliwa.

### Historia terminu
Początki słowa sakrament sięgają Starego Testamentu, gdzie oznacza on tajemne zamiary Boga Stwórcy wobec stworzeń, cel jaki wyznacza on światu, objawione jedynie Jego wyznawcom – użyte jest tu greckie słowo mystērion (LXX). Tak Księga Mądrości 2,22 oraz Księga Daniela 2,27. W Ewangeliach takie użycie słowa występuje w wypowiedzi Jezusa o poznaniu tajemnicy Królestwa przez Jego uczniów (por. Mk 4,11 i paralelne ewangelie). Używał go także św. Paweł w swych listach. We wczesnych listach Apostoła, m.in. w Liście do Rzymian, nauczanie o tajemnicy-mystērion objawionej narodom znajdujemy w siedmiu miejscach. Pisał on:

Temu, który ma moc utwierdzić was zgodnie z Ewangelią i moim głoszeniem Jezusa Chrystusa, zgodnie z objawioną tajemnicą, dla dawnych wieków ukrytą, (26) teraz jednak ujawnioną, a przez pisma prorockie na rozkaz odwiecznego Boga wszystkim narodom obwieszczoną, dla skłonienia ich do posłuszeństwa wierze, Bogu, który jedynie jest mądry, przez Jezusa Chrystusa, niech będzie chwała na wieki wieków. Amen. (Rz 16, 25-27)

W późniejszych listach Pawła mystērion nabiera znaczenia urzeczywistnienia tego odwiecznego tajemnego planu Boga w Jezusie Chrystusie. Tak też używali go wcześni Ojcowie Kościoła, tzw. Ojcowi apostolscy, jak Ignacy z Antiochii, Justyn Męczennik czy Meliton z Sardes. Określali oni mianem mystērion „zbawcze wydarzenia życia Jezusa, rozumiane jako wydarzenia, w których jedyna tajemnica Boga («mystērion tou Theou») się objawiła i urzeczywistniła”. Ignacy w Liście do Efezjan 19,1 mówił o trzech tajemnicach – o dziewictwie Maryi, jej porodzie i śmierci Chrystusa. Misteriami-tajemnicami Ojcowie nazywali także zapowiadające Jezusa Chrystusa proroctwa i symboliczne figury Starego Testamentu Jedną z takich figur-sakramentów była skała, z której w sposób cudowny wytrysnęła woda dla spragnionych na pustyni Izraelitów. Sam św. Paweł napisał, że była ona symbolem Chrystusa:

Pili zaś z towarzyszącej im duchowej skały, a ta skała – to był Chrystus (1 Kor 10,4; por. Księga Liczb 20,7-13)

W III w. łacińskie przekłady biblijne tłumaczyły słowo mystērion zamiennie: albo jako mysterium, albo jako sacramentum. Tertulian (150–240 r.), prawdopodobnie chcąc uniknąć skojarzeń z misteriami pogańskimi, używał jedynie słowa sacramentum. Jego zakorzenienie w kulturze Cesarstwa Rzymskiego sprawiło, że uznawał natomiast analogię pomiędzy chrztem a składaniem przysięgi – po łacinie nazywanej sacramentum – przez legionistów, którzy całym życiem wiązali się z armią cesarską. Ponieważ cesarzowi przypisywano cechy boskie, służba w szeregach jego armii była traktowana jako coś świętego.
Augustyn z Hippony (354–430 r.) używał słowa sakrament w wielu znaczeniach, np. stosował je do rytów religijnych Starego i Nowego Testamentu, do figur i symboli biblijnych – jako odnoszących się do wielkiego sakramentu-tajemnicy Chrystusa i Kościoła. Doprecyzował on, że są świętymi znakami zewnętrznymi, wyrażającymi wewnętrzną niewidzialną rzeczywistość i, jako znaki, są one podobne do wyrażanej rzeczywistości duchowej. Nauczał też, że sakramenty-znaki udzielają tej łaski, którą oznaczają. Augustyn dał w ten sposób podstawy późniejszej, scholastycznej definicji sakramentu jako skutecznego znaku łaski (signum efficax gratiae). Augustyn jednoznacznie też wypowiadał się na temat sakramentalności małżeństwa. Jego nauczanie zaważyło na późniejszym włączeniu chrześcijańskiego związku mężczyzny i kobiety do liczby siedmiu sakramentów. 

### Najważniejsze sakramenty u Ojców Kościoła
Badając najstarsze tradycje teologiczne, można łatwo dostrzec to, iż w praktyce i nauczaniu chrześcijańskim centralne miejsce zajmowały sakramenty wtajemniczenia chrześcijańskiego – chrzest, w ramach którego udzielano także Bierzmowania, oraz eucharystia.
Ignacy Antiocheński w Liście do Rzymian 7, 3, Justyn Męczennik, Ireneusz z Lyonu nazywali te sakramenty wiarą i miłością. Augustyn z Hippony (354-430) stwierdził w Odpowiedziach na zapytania Januariusza I,1 (Listy 54-55), że „(Chrystus) zespolił społeczność swojego nowego ludu niewielką liczbą sakramentów łatwych do wykonania i mających bardzo jasne znaczenie, jakimi są chrzest, uświęcony wezwaniem Trójcy Świętej, uczestnictwo w ciele i krwi Pańskiej oraz kilka innych, wzmiankowanych w pismach kanonicznych”. Ojcowie greccy w kontekście nauki o przebóstwieniu wyróżniali zawsze chrzest i eucharystię. Maksym Wyznawca w swym dziele Mystagogia zajmował się samym chrztem i eucharystią. Również Mikołaj Kabazylas w De vita in Christo omawiał wyłącznie trzy sakramenty inicjacji chrześcijańskiej.

### Początki procesu dookreślenia i zawężenia (XI-XII w.)
W wieku XI kontynuowano tradycję mówienia przede wszystkim o sakramentach wtajemniczenia chrześcijańskiego. Św. Piotr Damiani († 1072) poszerzył temat sakramentów o kapłaństwo, mówiąc o „trzech ważniejszych sakramentach”, oprócz siedmiu uznawanych obecnie sakramentów, uznawał za niego także: namaszczenie na króla, dedykację kościoła, konsekrację dziewic, poświęcenie zakonnic oraz obmycie nóg w Wielki Czwartek, sprowadzając liczbę sakramentów do 12. Inni uznawali za sakrament również takie jak: dotknięcie relikwii świętego, jałmużnę, posypanie głowy popiołem, pobłogosławienie krzyżem lub obrazem. Średniowieczne wymagania co do ustanowienia sakramentów były mniejsze niż później, w teologii nowożytnej. Jak podkreślił Yves Congar OP, zgadzano się wtedy z łatwością na ustanowienie sakramentów przez Boga w sposób pośredni. Inny tekst, Libellus de sacramentis, mówił: „Święta i powszechna Matka Kościół... przyjmuje wiele sakramentów. Jednak tylko nieliczne z nich, a mianowicie dwa, zostały ustanowione przez samego Chrystusa, niektóre ustanowili Apostołowie”. Szeroki zakres semantyczny terminu sakrament, powszechny w epoce Ojców Kościoła, w pismach teologów XII wieku został stopniowo utracony. Dążyli oni do zawężenia znaczenia w celu osiągnięcia większej precyzji, zgodnej z przyjętymi kryteriami. Oprócz Hugona ze św. Wiktora (ok. 1096-1141) oraz Abelarda (1079–1142), przede wszystkim Piotr Lombard (ok. 1100–1160) sformułował trzy kryteria konstytutywne dla każdego sakramentu. Mianowicie miał to być (1) znak (2) ustanowiony przez wolę Bożą i (3) będący przyczyną łaski, której jest znakiem. W świetle tych trzech kryteriów ustalono, że spośród wszystkich obrzędów chrześcijańskich tylko siedem zasługuje na miano sakramentów
Również w pierwszej połowie XII w. skupiano się jeszcze tradycyjnie na sakramentach inicjacji chrześcijańskiej. Krótko przed rokiem 1140 Suma Sententiarum określała chrzest i sakrament ołtarza jako „dwa główne sakramenty”. Również Hugon ze św. Wiktora (1096-1141) tradycyjnie przywiązywał szczególną wagę do trzech sakramentów: chrztu, bierzmowania i eucharystii. Podobne ujęcie spotkać można u Ruperta z Deutz (1070-1130) oraz, wcześniej, u biskupa Paryża z VIII wieku, Hugona z Rouen, który twierdził, że te właśnie sakramenty „tworzą państwo Boże”.

### Definicje podręcznikowe (przełom XII i XIII w.)
W XII i XIII w. podręczniki teologiczne, zwane sumami teologicznymi, zaczęły podawać systematyczne definicje sakramentów, których główny sens wyraziło słynne zdanie Tomasza z Akwinu:

Nie każdy znak rzeczy świętej jest sakramentem (...), są nim jedynie te [znaki], które oznaczają doskonalenie ludzkiej świętości.

Tomasz też podał dwa główne rodzaje motywów wyróżnienia siedmiu sakramentów Kościoła: ze względu na łaskę jaką przynoszą dla kultu Bożego oraz ze względu na rodzaj łaski, którą przynoszą by leczyć to co zniszczył grzech. Stąd małżeństwo np. uznał za sakrament leczący pożądliwość (concupiscentia) oraz przeciwdziałający skutkom śmierci, będącej konsekwencją grzechu i powodującej zmniejszanie się liczby wierzących. Odtąd zastosowanie słowa sakrament zawężono do siedmiu sakramentów. Tomasz z Akwinu jednak zdecydowanie podkreślał pierwszeństwo w ważności chrztu i eucharystii. Powszechnie, od czasów patrystycznych przyjmowano, że woda i krew, które wypłynęły z przebitego boku Chrystusa ukrzyżowanego, były figurą sakramentów tworzących Kościół. Nawiązując do tego wskazywał, że sakramenty czerpią swą moc z męki Chrystusa, i że najważniejszymi sakramentami są chrzest i eucharystia.

### Liczba siedem w nauczaniu Magisterium (XIII-XVI w.)

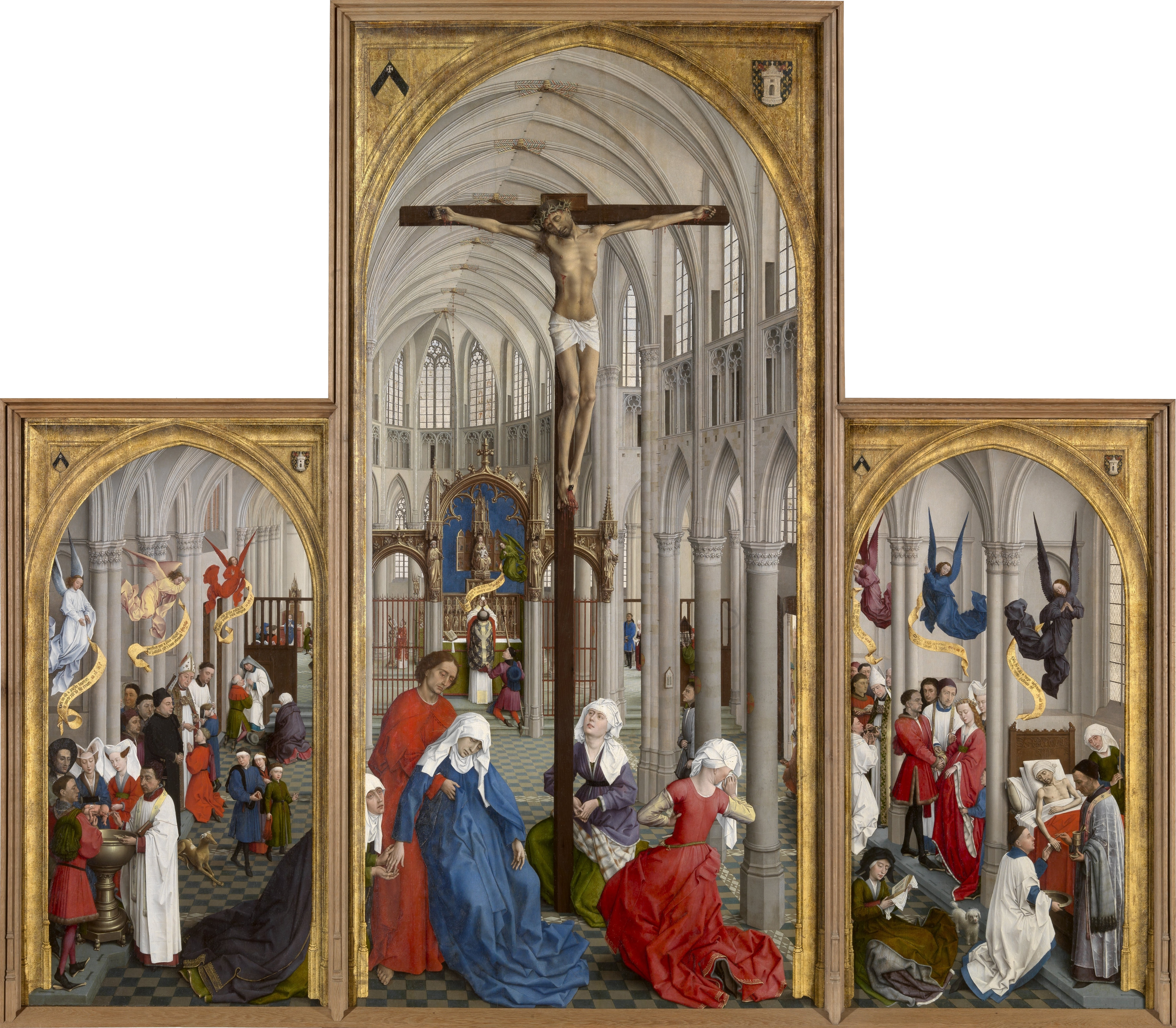
Ołtarz siedmiu sakramentów (1450). Autor: Rogier van der Weyden. Po lewej: chrzest, bierzmowanie i pojednanie. Pośrodku Eucharystia. Po prawej sakramenty święceń, małżeństwa i namaszczenia chorych

W magisterialnych orzeczeniach Kościoła liczba siedmiu sakramentów pojawia się po raz pierwszy w 1208 w wyznaniu wiary skierowanym przeciw błędom Waldensów, gdzie wymienia się je wszystkie. Wymieniono je także na Soborze Liońskim II (1274) (w Wyznaniu wiary Michała Paleologa). Dwieście lat później, na Soborze florenckim (1439) w Dekrecie dla Ormian /Decretum pro Armeniis/, wymieniono i opisano siedem sakramentów, używając arystotelesowskich kategorii materii i formy.

### W dobie reformacji i kontrreformacji (XVI-XIX w.)
Prądy reformacyjne w dużym stopniu poddały krytyce tradycyjne rozumienie sakramentu. We wspólnotach protestanckich, które powstały w XVI wieku, stosunek do rzeczywistości sakramentalnej Kościoła nie był jednolity. Stanowisko anglikańskie ukształtowało się również pod wpływem reformacji luterańskiej. Marcin Luter mówił o dwóch sakramentach ustanowionych przez samego Chrystusa. Zarówno w jego nauczaniu, jak i w Wyznaniu augsburgskim, mowa była o trzech sakramentach: o chrzcie i sakramencie ołtarza, jak również o spowiedzi.  Melanchton, w dyskusji ze stroną katolicką, w swoim dziele Obrona Wyznania augsburskiego (art. XIII) powoływał się na brak precyzji i chwiejność dawnej teologii w tej kwestii. Uznał za zasadne tylko te obrzędy, których ustanowienie przez Boga zostało wyraźnie poświadczone.
Katolicki kontrreformacyjny Sobór trydencki (1545-1563) w dekrecie De sacramentis (1547) stwierdził, że sakramentów nie jest „więcej lub mniej niż siedem”. Zabronił też twierdzeń, że „któryś z tych siedmiu nie jest prawdziwie i odrębnie sakramentem”. Jednocześnie jednak, odczytując wcześniejszą tradycję, sobór opowiedział się za tradycją ukazującą zróżnicowanie tych sakramentów co do ważności. W czasie sesji VII w marcu 1547 r. zostało potępione zdanie głoszące, że owe siedem sakramentów są sobie równe pod każdym względem. Kwestię tę omawiano wcześniej, 29 stycznia tego roku, ponieważ pojawiły się dwie opinie. Jedni teolodzy uważali, że nie powinno się potępiać tego zdania bez jakichś dodatkowych wyjaśnień, drudzy natomiast byli przekonani, że zdanie to jest błędne i fałszywe, potępione już od dawna przez różne autorytety. Ostatecznie najwyraźniej przeważyła ta druga opinia. Nauczanie Soboru trydenckiego skrystalizowało stanowisko teologii katolickiej na następne cztery stulecia.

### Reforma Soboru watykańskiego II (XX w.)
W XX wieku, w przededniu Soboru watykańskiego II teologowie wracający do źródeł podjęli na nowo refleksję nad systematyzacją sakramentów, w kontekście sakramentalnej natury Kościoła i jego zbawczej roli. Jedną z ważniejszych pozycji na ten temat była opublikowana w 1959 r. książka flamandzkiego teologa Edwarda Schillebeeckxa OP, napisana z pozycji tomistycznych: Chrystus, Sakrament spotkania z Bogiem. Autor ukazał sakramentalny wymiar osoby Chrystusa, a także Kościoła jako Jego ciała. Refleksja Schillebeeckxa znalazła wyraz w dokumentach Soboru. Konstytucja dogmatyczna o Kościele zaraz na początku mówi o Kościele jako o sakramencie zbawienia:

Kościół jest w Chrystusie niejako sakramentem, czyli znakiem i narzędziem wewnętrznego zjednoczenia z Bogiem i jedności całego rodzaju ludzkiego. (Lumen gentium 1)

Magisterium posoborowe zasadniczo podtrzymało trydencką liczbę siedem, lecz jednocześnie przywróciło praktyce sakramentalnej właściwy kontekst i jedność, umieszczając poszczególne sakramenty w całościowej wizji Kościoła-sakramentu i kładąc nacisk na konieczność wtajemniczenia chrześcijańskiego. Całość siedmiu sakramentów została na nowo ukazana jako nieodłączny element tkanki liturgii Kościoła, celebrującej centralne wydarzenie zbawcze chrześcijaństwa, którym jest Misterium paschalne.
Świadczy o tym dział drugi „Siedem Sakramentów Kościoła” (nn. 1210-1690) Katechizmu Kościoła Katolickiego, będącego bezpośrednim owocem Soboru. W sposób wymowny, poprzedził go dział pierwszy pt. „Ekonomia sakramentalna” (nn. 1076-1209). Siedem sakramentów jest, według Katechizmu, częścią sakramentalnego wymiaru całego Kościoła, a źródłem jest Misterium paschalne:

W tym czasie Kościoła Chrystus żyje oraz działa teraz w Kościele i z Kościołem w nowy sposób, właściwy dla tego nowego czasu. Działa przez sakramenty; wspólna Tradycja Wschodu i Zachodu nazywa to działanie „ekonomią sakramentalną”, która polega na udzielaniu (czy „rozdzielaniu”) owoców Misterium Paschalnego Chrystusa w celebracji liturgii „sakramentalnej” Kościoła (KKK 1076).

Posoborowe nauczanie Kościoła obszernie czerpie z odnowy sakramentologii okresu soborowego, która wróciła do źródeł biblijnych i patrystycznych. Papież Jan Paweł II całą swą refleksję nad sakramentem małżeństwa zawartą w katechezach „Mężczyzną i niewiastą stworzył ich” odniósł do wizji sakramentalnej Kościoła sprzed ustalenia liczby sakramentów, nazwał ją wizją biblijno-patrystyczną i uznał tę wizję za szerszą, pierwotniejszą i bardziej podstawową:

Dotychczas bowiem wyrazem „sakrament” posługiwaliśmy się (zgodnie zresztą z całą tradycją bibilijno-patrystyczną) w znaczeniu szerszym niż to, jakie jest właściwe dla późniejszego i współczesnego słownictwa teologicznego (...) wedle rozpowszechnionej teorii „hylemorficznej”, przyjętej i pogłębionej przez Tomasza z Akwinu i całą tradycję scholastyczną. W stosunku do tego zacieśnionego już znaczenia wyrazu „sakrament” w naszych rozważaniach posługiwaliśmy się dotąd znaczeniem szerszym, i chyba także pierwotniejszym oraz bardziej podstawowym.

### Dyskusja nad doktryną o siedmiu sakramentach w XX w.
Różni XX wieczni autorzy zajmujący się teologią sakramentów – podkreślając korzyści płynące z dokonanej w średniowieczu systematyzacji sakramentalnego wymiaru życia Kościoła na siedem sakramentów – ukazują też jednostronność i ograniczenia tego ujęcia. Liam G. Walsh OP zwrócił uwagę, że podział na siedem sakramentów był owocem syntezy teologów średniowiecznych, którzy dookreślili definicje sakramentu św. Augustyna i zarezerwowali to słowo do obrzędów, które spełniały tę definicję. Nie obyło się to jednak bez ryzyka utracenia czegoś ważnego:

Wytworzyło to bardziej precyzyjne myślenie i język na temat obrzędów sakramentalnych. Niosło to oczywiście także ryzyko odseparowania tych siedmiu obrzędów od szerszego kontekstu symbolicznej działalności i proklamacji słowa, które stale miał na uwadze św. Augustyn, gdy używał słowa „sakrament”

Louis Bouyer zauważył, że nowożytna neoscholastyczna metoda przedstawiania teologii sakramentów odeszła od myśli św. Tomasza i zupełnie zaniedbywała wzajemne powiązania siedmiu sakramentów. Zaczęły one funkcjonować jako siedem równoległych i absolutnie podobnych do siebie kanałów łaski. Tymczasem Kościół, zanim w późnym średniowieczu zdefiniował liczbę sakramentów, rozumiał je jako części składowe jednej całości. Całość ta była skupiona wokół Eucharystii. I w praktyce w pierwszym tysiącleciu tak przeżywane sakramenty były ważniejsze dla życia Kościoła, niż później siedem sakramentów traktowanych osobno.
Również prawosławny teolog, metropolita Jan (Ziziulas) zwrócił uwagę, że odesłanie Eucharystii do porządku siedmiu sakramentów, jako sakramentu równego pozostałym, zubożyło jej pierwszoplanową rolę w Kościele:

Powiedzieć, że Eucharystia jest niezbędna jako jeden z „siedmiu sakramentów” Kościoła jest czymś jednym, a czym innym uważać ją za najwyższe objawienie Kościoła jako takiego. Tylko wtedy, gdy uważamy, że Eucharystia jest objawieniem Kościoła w jego idealnej i historycznej jedności, a przede wszystkim i ponad wszystko objawieniem biskupa jako przewodniczącego i głowy zgromadzenia eucharystycznego, która jednoczy Kościół Boży w czasie i przestrzeni – rozpoznamy w każdym z tych [sakramentów] ich głęboką eklezjologiczną zawartość. Ale teologia zachodnia, od czasu scholastyki, przestała widzieć rzeczy w ten sposób. Odesłana do porządku „siedmiu sakramentów”, Eucharystia stała się jednym z wielu środków pomocnych do zbawienia człowieka, ujmowana w indywidualistycznym sensie, raczej niż jako bezpośredni wyraz zbawienia, które zasadniczo polega na zjednoczeniu człowieka z Bogiem w Chrystusie.

Włoski teolog Carlo Rocchetta zwrócił uwagę, że zdefiniowanie siedmiu sakramentów przez Trydent (1545-1563) miało przeciwdziałać podważaniu przez protestantów pochodzenia tych sakramentów od Chrystusa, ale nie zamierzało ucinać dyskusji na temat, w jaki sposób pochodzą one od Zbawiciela. Źródło sakramentów należy odnaleźć w męce, śmierci i zmartwychwstaniu Chrystusa:

Oznacza to, że bardziej niż szukać konkretnych i anegdotycznych okoliczności dokładnego momentu ustanowienia poszczególnych sakramentów ze strony Chrystusa, należy związać całokształt sakramentów z tym najważniejszym wydarzeniem z życia Chrystusa, którym jest jego Misterium paschalne, z którego jak ze źródła, bierze się ich początek i ich własna zbawcza skuteczność.

Rocchetta podkreśla też, że różnorodności siedmiu sakramentów, a także sakramentaliów nie należy rozumieć jako „poszatkowania wydarzenia Paschy”. Są one bowiem promieniowaniem i uobecnieniem paschalnego eschatonu, którym jest Chrystus.
Poza wydarzeniem paschalnym wskazuje się również inne okoliczności z życia Jezusa odpowiadające temu czym w swej istocie są sakramenty, np. chrzest w Jordanie jako podstawa chrztu chrześcijańskiego, wspólnota stołu z uczniami i innymi ludźmi jako zapowiedź Eucharystii albo uzdrowienia jako podstawa sakramentu namaszczenia chorych.
Niemiecki dogmatyk Johann Auer podobnie podkreślił, że sakrament przeżywany jako pojedynczy obrzęd nie ma prowadzić wiernego na manowce odizolowanej egzystencji duchowej, gdzie będzie się troszczył jedynie o własne zbawienie. Przeciwnie pojedyncze osoby przez życie sakramentalne są wyprowadzane z izolacji i egotyzmu. Stają się członkami wspólnoty Kościoła i uczestnikami wolności dzieci Bożych, „mocą krzyża Chrystusa, w miłości Ducha Świętego, na chwałę Boga Ojca przez cały czas i na wieczność”.
Marie-Dominique Chenu OP zwrócił uwagę, że pojawienie się na przełomie XII i XIII stulecia formuły siedmiu sakramentów, jakkolwiek było dobrodziejstwem, doprowadziło do „dewaluacji pozostałego wymiaru sakramentalnego” Kościoła. Liczba siedem była dlatego, że rozumiano sakramenty jako „remedium” wobec siedmiu grzechów w człowieku. Postulował też, by studium zaczynać od poszczególnych sakramentów, by na końcu ukazać wizję ogólną

## Sakrament w nauczaniu Katechizmu Kościoła Katolickiego
Sakramenty, celebrowane w widzialnych obrzędach i znakach, są „mocami, które wychodzą” z zawsze żywego i ożywiającego Ciała Chrystusa (Por. Łk 5,17; 6, 19; 8, 46). oraz działaniami Ducha Świętego urzeczywistnianymi w Jego Ciele, którym jest Kościół (Katechizm Kościoła Katolickiego 1116). Przynoszą one łaskę Chrystusa, wyjednaną przez Niego na krzyżu, w sposób skuteczny, ze względu na moc w nich zawartą, gdyż misteria życia Chrystusa są podstawą tego, czego Chrystus udziela teraz przez szafarzy swojego Kościoła w sakramentach (KKK 1115). Przyjęcie tej łaski zależy od wiary i dyspozycji przyjmującego:

Sakramenty są skutecznymi znakami łaski, ustanowionymi przez Chrystusa i powierzonymi Kościołowi. Przez te znaki jest nam udzielane życie Boże. Obrzędy widzialne, w których celebruje się sakramenty, oznaczają i urzeczywistniają łaski właściwe każdemu sakramentowi. Przynoszą one owoc w tych, którzy je przyjmują z odpowiednią dyspozycją (KKK 1131).

Sakramenty święte przeznaczone są dla żywych i dla wierzących. W Kościele katolickim uznaje się siedem sakramentów. Są to:
- chrzest (łac. baptisma)
- bierzmowanie (łac. confirmatio)
- eucharystia (komunia święta) (łac. eucharistia)
- pokuta (spowiedź, sakrament pokuty i pojednania) (łac. paenitentia)
- namaszczenie chorych (łac. unctio infirmorum)
- święcenia (kapłaństwo) (łac. sacri ordines)
- małżeństwo (łac. matrimonium).

### Podziały sakramentów
1. Ze względu na częstotliwość przyjmowania:
  - Sakramenty niepowtarzalne (takie, które można przyjąć raz w życiu) – chrzest, bierzmowanie, święcenia.
  - Sakramenty powtarzalne (takie, które można przyjąć wiele razy w życiu) – Eucharystia, pokuta, namaszczenie chorych i warunkowo małżeństwo. Małżeństwo po raz kolejny może zawrzeć jedynie wdowiec lub wdowa. Osoby już zaślubione mogą to uczynić po stwierdzeniu nieważności małżeństwa przez sąd biskupi.
2. Ze względu na łaskę uświęcającą:
  - Sakramenty, które można przyjąć tylko w stanie łaski uświęcającej (tzw. sakramenty żywych) – bierzmowanie, Eucharystia, namaszczenie chorych, święcenia, małżeństwo.
  - Sakramenty, które przyjmuje się dla zgładzenia grzechów i uzyskania łaski uświęcającej – chrzest, pokuta.
  - Przewidziany jest jednak wyjątek co do namaszczenia chorych i eucharystii. Jeśli chory nie może wyznać grzechów przed udzieleniem mu sakramentu namaszczenia, to ten sakrament własną mocą odpuszcza grzechy, jeśli chory chce ich przebaczenia. Komunię zaś można przyjąć w stanie grzechu ciężkiego wyłącznie w przypadku niemożności przystąpienia do spowiedzi, wzbudzenia żalu doskonałego i bardzo ważnej przyczyny przyjęcia Najświętszego Sakramentu[45].
3. Ze względu na cel sakramentu:
  - Sakramenty wtajemniczenia chrześcijańskiego – chrzest, bierzmowanie, eucharystia.
  - Sakramenty uzdrowienia – pokuta, namaszczenie chorych.
  - Sakramenty w służbie komunii i posłania wiernych (tzw. sakramenty społeczne) – święcenia, małżeństwo.
4. Ze względu na szafarza sakramentu:
  - Sakramenty, których może udzielić każdy kapłan – chrzest, eucharystia, pokuta i pojednanie, namaszczenie chorych oraz – w obrządku wschodnim – bierzmowanie[46].
  - Sakramenty, których może udzielić tylko biskup – bierzmowanie (w obrządku łacińskim[a]), święcenia.
  - Sakrament małżeństwa – szafarzami tego sakramentu są same osoby ochrzczone, które zawierają związek małżeński, w obecności swoich przedstawicieli (świadków) oraz przedstawiciela Kościoła katolickiego (biskupa, prezbitera lub diakona, a w razie potrzeby świeckiego), który potwierdza i błogosławi ten związek.
  - Od tych zasad istnieją jednak wyjątki (por. szafarz sakramentu).

### Skuteczność i znaczenie sakramentów
W teologii katolickiej skuteczność sakramentów należy do dziedziny misterium. Jeżeli zostały udzielone zgodnie z rytuałem przez upoważnioną osobę, sakramenty są ważne „ex opere operato” (same w sobie, same przez się), czyli niezależnie od sprawiedliwości udzielającego (szafarza) i przyjmującego sakrament. Chrzest i bierzmowanie należą do sakramentów inicjacji chrześcijańskiej. Są przyjmowane tylko raz i wiążą się na ogół z narodzinami i wejściem w okres dojrzałości. eucharystia jest uobecnieniem misterium paschalnego Chrystusa (KKK 1409) i sakramentem wspólnoty Kościoła; pokuta – misterium przebaczania grzechów, a namaszczenie chorych – misterium pomocy w chorobie. Kapłaństwo upoważnia chrześcijanina do wypełniania urzędu kapłańskiego, a małżeństwo upoważnia dwoje ludzi do założenia chrześcijańskiego związku małżeńskiego. Skutki sakramentów zależą jednak także od dyspozycji tego, kto je przyjmuje (ex opere operantis – na podstawie tego, czego dokonał działający). 
W obliczu utrzymywania się nadużyć liturgicznych, Dykasteria Nauki Wiary w nocie „Gestis verbisque” z 3 lutego 2024 r. potwierdza, że słowa i elementy ustanowione w zasadniczym obrzędzie każdego sakramentu nie mogą być zmieniane, ponieważ wtedy sakrament nie zaistnieje.

## Rozumienie prawosławne

### Liczba sakramentów
Prawosławne nauczanie, podobnie jak katolickie, również wymienia najczęściej 7 sakramentów. Jest to uznane za wygodną klasyfikację, jednak teologia ortodoksyjna daleka jest od dogmatyzowania tej liczby, tak jak uczynił to katolicyzm. Niektórzy teologowie prawosławni uważają, że liczba ta ma wyraźnie zachodnią genezę (John Meyendorff). W Pismach teologów różnych wieków znajdujemy różne wyliczenia: od dwóch (chrzest i eucharystia) aż po uznawanie za sakramenty takich gestów, jak obmycie nóg w dzień Wielkiego Czwartku. Prawosławie nie widzi jakościowej różnicy między sakramentami a sakramentaliami, co najwyżej różnicę w randze i ważności. Najwyższą rangę przypisuje się oczywiście sakramentom chrztu i eucharystii.

### Działanie i forma sakramentów
Wszystkie sakramenty są manifestacją realnie przyjmowanej łaski. Łaska ta jednak zgodnie z nauką o synergii może odnieść skutek tylko wtedy, jeśli wierny z nią współpracuje.
Cerkiew przykłada dużą wagę do zewnętrznej formy sakramentu. Najważniejszym jest, aby nie utracić istotnego przesłania kryjącego się za danym symbolem.

## Rozumienie protestanckie
Wyznania protestanckie zasadniczo rozumieją sakramenty jako połączenie Słowa Bożego i materialnej postaci znaku, jak woda, wino, chleb. Większość kościołów protestanckich uznaje tylko dwa sakramenty: chrzest i eucharystię, ponieważ tylko te wprost zostały przez Jezusa ustanowione (wedle zasady sola scriptura). Eucharystia zgodnie z nauczaniem Reformacji powinna być udzielana wiernym pod postacią chleba (ciało Chrystusa) i wina (krew Chrystusa). W Kościele ewangelickim poza sakramentami sprawuje się tzw. święte obrzędy. Są to: konfirmacja, ordynacja, i wprowadzenie w urząd (np. rady parafialnej). Niektóre Kościoły protestanckie uznają także obmycie nóg i pieczętowanie Duchem Świętym.

### Geneza protestanckiej postawy wobec sakramentów
Protestantyzm jest bardzo zróżnicowany w swym rozumieniu sakramentów i zasadniczo podchodzi do nich z dystansem. Ma to uzasadnienie historyczne. Marcin Luter w traktacie De captivitate babylonica (O niewoli babilońskiej), opublikowanym w 1520 r. opisał obrzędową i sakramentalną stronę liturgii swoich czasów, przedstawiając ją jako monstrualną maszynerię wprawioną w ruch na potrzeby nieuświadomionych prostych ludzi przez chciwych na grosz księży, którzy rościli sobie prawo do szafowania łaską Bożą według własnego upodobania. Język teologiczny, którego używano w Kościele owych czasów przypominał Lutrowi formuły magiczne i zaklęcia wróżbitów. Katolicka doktryna o sakramentach jako mających moc ex opere operato – na mocy samego ich sprawowania, została zinterpretowana przez protestantów jako uznanie, że łaska jest całkowicie niezależna nie tylko od osobistych uczuć sprawującego sakrament, lecz także od samej wolnej i darmowej inicjatywy Boga. Taka interpretacja czyniła z sakramentu sposób na przymuszanie Boga, by działał według naszej woli.
Luteranizm zachował jednak wiele z katolickiego rozumienia Eucharystii, razem z indywidualistycznym podejściem tamtych czasów. W krajach o długich tradycjach luterańskich Eucharystię nadal nazywa się mszą. Luteranizm różni się w tym od innych wyznań protestanckich. Urlich Zwingli z Zurychu, przeciwstawiając się podejściu Lutra, zaprzeczył jakiejkolwiek realnej obecności Chrystusa w sakramencie ołtarza. Przeciwstawił się też indywidualistycznej interpretacji Eucharystii, uznając Wieczerzę eucharystyczną za świąteczną celebrację Kościoła zebranego we wspólnej wierze w zmartwychwstanie Chrystusa, który był martwy a teraz żyje na wieki.
W odniesieniu do chrztu Marcin Luter wyrażał przekonanie, że przynajmniej ten jeden podstawowy sakrament Bóg zachował w Swoim kościele niezepsutym:

Uczynił chrzest dostępnym dla ludzi wszystkich ras i warstw społecznych. Nie pozwolił, by został zaprzepaszczony przez nieuczciwą grabież pieniędzy i bezbożnych potworów zabobonu

### Wyznanie ewangelicko-augsburskie
W wyznaniu mającym swe początki w nauczaniu Marcina Lutra, sakramenty są środkami łaski Bożej podobnie jak jest nim Słowo Boże. Teologia Marcina Lutra podkreślała, że sakrament jest widzialnym Słowem Bożym, a więc znakiem zewnętrznym, który odnosi się do zmysłu wzroku. Definicję sakramentu w tym wyznaniu można podać następującą:

Sakrament jest to obrządek święty (czynność święta) ustanowiony przez samego Jezusa Chrystusa, w którym pod widzialnymi znakami udzielana jest niewidzialna łaska Boża.

W wyznaniu luterańskim uznaje się dwa sakramenty: chrzest i komunię św. Początkowo Luter uważał, że są trzy sakramenty, oprócz tych dwóch jeszcze spowiedź. Dlatego właśnie trzy sakramenty przedstawił Lucas Cranach Starszy w kościele miejskim w Wittenberdze: chrzest święty, Wieczerzę Pańską i spowiedź. Mówi o tym również Apologia konfesji augsburskiej: Trzy są prawdziwe sakramenty: chrzest, pokuta i Wieczerza Pańska. Później jednak, ponieważ w spowiedzi brak widzialnego znaku materialnego, przestano uznawać ją za samodzielny sakrament i zaczęto łączyć z dwoma pozostałymi. Podkreśla się, że przystępowanie do sakramentów niesie zbawcze skutki dzięki wierze osoby przyjmującej w zawarte w nich obietnice Boże.
Dwudziestowieczny dogmatyk luterański Gerhard Ebeling podkreśla, że sakrament nie przewyższa swoją godnością Słowa Bożego, lecz w swej istocie jest wydarzeniem Słowa. Sakramenty nie charakteryzują się niczym, co nie byłoby zawarte w zwiastowaniu, niemniej w sposób niepowtarzalny uwypuklają to, co należy do istoty Ewangelii. Związek sakramentów z osobą Chrystusa nie wynika z faktu jakiegoś uroczystego ustanowienia przez Jezusa. Stanowią one natomiast świadectwo o Jezusie. Dlatego jedynie chrzest i Wieczerza Pańska są sakramentami, gdyż odnoszą się one do podstawowych sytuacji w życiu Jezusa – jego chrztu w Jordanie i śmierci na krzyżu. Sakramenty odnoszą się również do podstawowych sytuacji w życiu człowieka – narodzin i śmierci. W ten sposób czynią sytuację człowieka sytuacją eschatologiczną i objawiają ją jako taką. Sakramenty posiadają także znaczenie eklezjologiczne – chrzest oznacza nieodwołaną obietnicę włączenia do Ciała Chrystusa, a Wieczerza Pańska wyraża fakt, że radość ze zbawienia dokonanego w Chrystusie nie prowadzi do samotności, lecz do jej przeżywania w ramach wspólnoty.

### Wyznanie ewangelicko-reformowane
Wyznanie związane z nauczaniem Jana Kalwina podkreśla, że w sakramentach główną rolę pełni działanie Ducha Świętego. Według Katechizmu heidelberskiego (pyt. 65), budzi On w człowieku wiarę za pomocą Ewangelii i utwierdza ją za pomocą sakramentów.
Według Nauki religii chrześcijańskiej III Jan Kalwina, sakramenty są nieodłączne od głoszenia Ewangelii. Słowo Boże poprzedza przyjmowanie sakramentu – obydwa uzupełniają się jako dwie formy działania Ducha Świętego. Już w Starym Testamencie istniały znaki, które przygotowywały sakramenty Nowego Testamentu. Według rozdz. XIX Konfesji II helweckiej (1566) były nim obrzezanie i Baranek paschalny. Przygotowywały one sakramenty nowotestamentalne: chrzest i Wieczerzę Pańską.
W definicjach sakramentu tego wyznania podkreśla się rolę osobistego zaangażowania, natomiast znaki materialne pozostają znakami widzialnymi, materialnymi. Wskazują one na Chrystusa i Jego dzieło i to jest ich zadanie:

/Sakrament to/ widzialny święty znak ustanowiony przez Boga, abyśmy przez korzystanie z niego mogli lepiej rozumieć i przyswoić sobie obietnicę Ewangelii, mianowicie, że dzięki jedynej ofierze Jezusa Chrystusa na krzyżu, Bóg daje nam z łaski odpuszczenie grzechów i życie wieczne (Katechizm heidelberski, pyt. 66).

Według dzieła O Opatrzności Bożej Ulryka Zwingliego sakrament w widzialnym znaku ukazuje rzeczywistość niewidzialną, czyli to, że w Jezusie Chrystusie, swoim Synu, Bóg dał nam zbawienie. Chrześcijanie wpatrują się w wierze nie w znak widzialny, lecz w rzeczywistość niewidzialną – dzieło Krzyża Jezusa. Tym co tworzy sakrament jest Słowo Boże, które poświęca znaki materialne. Oznacza to konsekrację, wyłączenie ze zwykłego użytku, a przeznaczenie do użytku świętego, Bożego. Podkreśla się, że to nie znak materialny działa, lecz Duch Święty.